# Theclinesthes petersi
Espèce
Theclinesthes petersi est une espèce de lépidoptères (papillons) de la famille des Lycaenidae. Elle est endémique de Nouvelle-Calédonie.

## Distribution et biotopes
Theclinesthes petersi est endémique de Nouvelle-Calédonie.
Elle réside à faible altitude, vers 600 m.

## Taxonomie
L'espèce Theclinesthes petersi a été décrite par W. John Tennent en 2005.

## Protection
Cette espèce n'a pas de statut de protection particulier.